# Acanthogorgia flabellum
Acanthogorgia flabellum är en korallart som beskrevs av Sydney John Hickson 1905. Acanthogorgia flabellum ingår i släktet Acanthogorgia och familjen Acanthogorgiidae. Inga underarter finns listade i Catalogue of Life.